# Amami (Kagoshima)
Amami (奄美市?) è l'unica città della Sottoprefettura di Ōshima, nella Prefettura di Kagoshima, in Giappone. È situata nell'isola di Amami Ōshima ed è la principale municipalità delle isole Amami, che si trovano nella parte centro-settentrionale dell'arcipelago delle Ryūkyū, nel sud del paese.
Gli altri comuni delle Amami hanno lo status di cittadina o di villaggio e formano il Distretto di Ōshima. Amami è nata il 20 marzo 2006 dalla fusione della città di Naze con la cittadina di Kasari ed il villaggio di Sumiyo.
A tutto il 1º luglio 2012, la città aveva una popolazione di 45 154 abitanti distribuiti su una superficie di 308,15 km², per una densità di 146,53 ab./km².

## Geografia fisica
Il territorio comunale è diviso in due parti dalla Cittadina di Tatsugō. La parte più a sud si trova nella zona centro-settentrionale dell'isola e comprende il maggiore centro abitato, mentre l'altra parte è situata all'estremità nord dell'isola.

## Amministrazione

### Gemellaggi
- Nishinomiya
- Nacogdoches